# كينيث غرينغر
كينيث غرينغر (بالإنجليزية: Kenneth Granger)‏ هو لاعب اتحاد الرغبي نيوزيلندي، ولد في 20 مارس 1951 في ويلينغتون في نيوزيلندا.